# ختم الرسول
ختم النبي هو ختم كان النبي محمد والخلفاء الراشدون يستخدمونه في التوقيع على الكتب والرسائل. الختم عبارة عن خاتم كان يلبسه النبي محمد كُتب عليه (محمد رسول الله) من الأسفل إلى الأعلى (لكي لا يعلو شيء فوق لفظ الجلالة)، ويميل بعض الأشخاص إلى أن النقش كان من الأعلى إلى الأسفل وفق حجج معتبرة، لكن أغلب الآثار الموجودة من الرسائل التي ختمها النبي محمد تشير إلى عكس ذلك. وبعد وفاة الرسول صار الخاتم إلى أبي بكر وعمر وعثمان، إذ لبسه عثمان إلى السنة السادسة من خلافته، ولكنه سقط من يده في بئر أريس في المدينة المنورة. أمر عثمان بنزح الماء، واستمرت عملية البحث ثلاثة أيام دون جدوى. ونسبةً إلى الخاتم صار يعرف بئر أريس بـ "بئر الخاتم". وهناك نسخة مطابقة للأصل في متحف توبكابي Topkapı في تركيا حاليا، والتي أعتنت بجمع أثر النبي، وذلك في عهد الدولة العثمانية.

## تعريف الختم

ختم النبي محمد، يُقرأ (محمد رسول الله).

الختم هو قالب يُعنى به ترك علامات مطابقة مرات متكررة. يُجمع على أَخْتَام وخُتُوم وخُتُومَات، وقد استعملت الأختام الطينية المنقوشة منذ الآلاف السنين. وقد اتخذه النبي من فضة نُقش عليه من أسفل إلى أعلى (محمد-رسول-الله)، لكي لا يعلو اسم الرسول (محمد) على لفظ الجلالة (الله)- ختم الرسول به الكتب والرسائل التي بعثها إلى ملوك العالم آنذاك ليدعوهم إلى الإسلام.
الختم عبارة عن خاتم كان يلبسه النبي محمد كُتب عليه (محمد رسول الله) من أسفل إلى أعلى وبعد وفاة الرسول صار الخاتم إلى أبي بكر وعمر وعثمان، إذ لبسه عثمان إلى السنة السادسة من خلافته ولكنه سقط من يده في بئر أريس في المدينة المنورة. أمر عثمان بنزح الماء واستمرت عملية البحث ثلاثة أيام دون جدوى. ونسبةً إلى الخاتم سُمّيَ بئر أريس بـ "بئر الخاتم".

## تاريخ

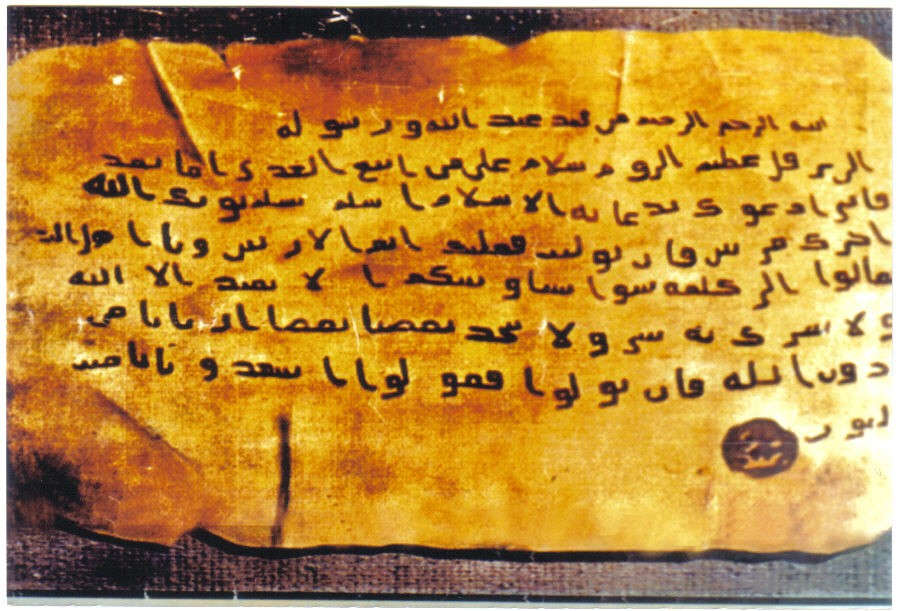
صورة من رسالة الرسول محمد إلى هرقل، يظهر فيها ختم الرسول.

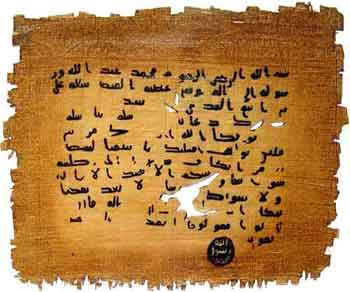
رسالة النبي إلى المقوقس، يظهر فيها ختم الرسول.

لما أراد النبي أن يكتب إلى العجم والروم كتبًا يدعوهم فيها إلى الإسلام قِيل إن الروم لا تقبل إلا كتابًا عليه ختم، فاصطنع النبي لنفسه ختمًا ختم به كتبه ورسائله إلى ملوك العالم آنذاك، ومنها كُتُبه إلى هرقل والمقوقس وكسرى.